# Circumvallatio
Circumvallatio: (del latín circumvallare - Circum, alrededor, y valum, atrincheramiento). El cerco de una ciudad que se sitia por medio de sólidos vallados que forman una línea continua, se llama entre los griegos πєрітєίχіϭіϛ, los romanos, tomaron de ellos esta técnica.
La primera circunvalación romana que conocemos aparte de la de Veyes, que no es un dato histórico muy seguro, es la de la Batalla de Agrigento que rodeó esta ciudad, el año 262 a .C., pero se cita ya en Grecia (la de Platea) durante la guerra del Peloponeso.

## Origen
Los griegos aprendieron este arte de los pueblos del Oriente, donde se encuentra ya entre los asirios, que eran los maestros en las cosas de la guerra, un tipo elaborado de circunvalación.

## En época romana
Como en tantas cosas y especialmente en la esfera militar, los romanos han aprendido en este punto de los pueblos más antiguos, pero también en esta especialidad han aventajado a sus maestros. Precisamente los mejores generales de Roma han sido maestros en el arte de la circunvalación. Publio Cornelio Escipión Emiliano  y Julio César le deben sus mayores éxitos: a aquel Cartago y Numancia, a éste Alesia. Según nos indica Floro, Con frecuencia otros pueblos imitaron la circunvalación romana como acontece con Yugurta, que la conoció en Numancia, empleándola contra Cirta, y con los galos, que la emplearon para cercar un campamento de Julio César.

## Técnica

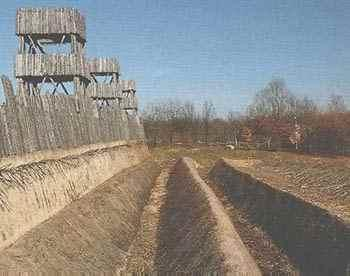
Reconstrucción de una sección de las fortificaciones de la batalla de Alesia.

La circunvalación daba comienzo comúnmente con la colocación de obstáculos provisionales para la aproximación, bajo cuya protección era construida la verdadera línea de bloqueo. Esos obstáculos eran necesarios para que pudieran defenderse las tropas empleadas en la construcción de la línea definitiva contra las acometidas del enemigo y consistían, por lo general, en empalizadas o zanjas, lo que era suficiente para rechazar los primeros ataques. Se emplazaban esos obstáculos por lo menos a 100 metros delante de la línea principal, para que ésta no pudiera ser tiroteada por el enemigo que había avanzado hasta el obstáculo. Así César en Alesia emplazó los obstáculos, una zanja, a 400 pasos (120 metros) de la muralla principal. La preparación de estos obstáculos constituye el primer paso de la circunvalación y como ocurre a menudo también en este asunto el primer paso es el más difícil, pues el enemigo naturalmente ponía todo su empeño en romper el bloqueo, mientras no estaba todavía fuertemente consolidado.
El establecimiento de campamentos alrededor de toda la zona asediada, era necesario para las comunicaciones entre los diferentes mandos, para estar en todo momento alerta y evitar las posibles grietas que se pudieran dar a lo largo de la línea de la muralla.
Cuando todo estuvo dispuesto y las catapultas, las ballestas y las máquinas para lanzar piedras se hallaban apostadas sobre las torres, y estaban apilados junto a las almenas piedras, dardos y jabalinas, y los arqueros y honderos ocupaban sus lugares respectivos.
La mitad del ejército se encargará de la guardia de la muralla; los hombres debían combatir desde los muros, cuando la ocasión lo requiriese.

## Circumvallatio de Numancia
El caso de Numancia, es un buen ejemplo de está técnica de asedio.

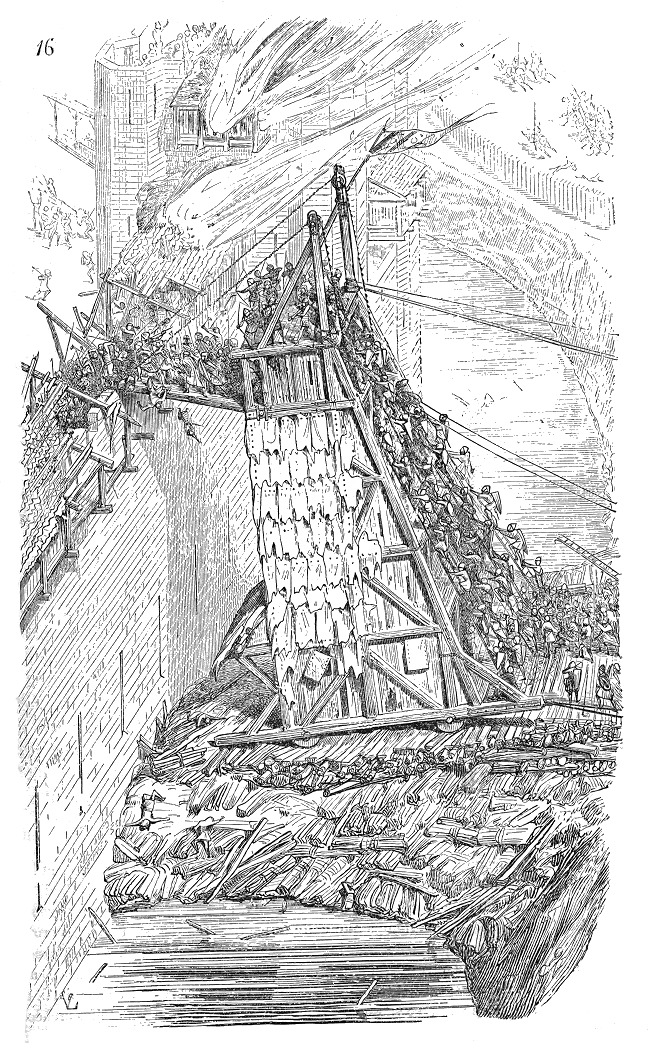
Torre de circunvalación provista de catapulta

La circunferencia de Numancia era de veinticuatro estadios, y la de los trabajos de circunvalación, de más del doble de esa cifra. Una vez que tuvo adoptadas todas las medidas, podía ya rechazar eficazmente a los que trataran de impedirlo. Según nos relata Torres Rodríguez en su obra sobre la vida y obra de Pablo Orosio "cavó un estrecho foso, cuya anchura era de diez pies y su profundidad de veinte", colocando en él las estacas y asegurándolas con piedras y con tierra.
Para construir la primera empalizada de 4.000 metros, se tuvo que utilizar 16.000 estacas de madera, a razón de 4 estacas por cada metro. Los romanos no utilizaban  para estas empalizadas troncos fuertes, sino estacas del grosor del brazo pero con varias ramas laterales que se podían enlazar unas con otras. Si se trajeron las estacas para los 9.000 metros de la línea total, hicieron falta 36.000 de ellas.
Incluso 36.000 estacas delgadas, era fácilmente transportables por un ejército de 20.000 hombres provistos de carros y animales de carga. Casi puede presumirse que Escipión levantó su empalizada ya en el primer día, sorprendiendo a los numantinos.
La segunda operación fue el entrelazado de sus ramillas laterales.
Terminada la empalizada, se levanta la verdadera circunvalación con murallas y foso, que se emplazan unos 100 metros detrás de aquellas.
La anchura de la muralla es de 4 metros. Según Schulten, Apiano, da la medida de 8 pies (2,40 m.) pero se refiere al remate de la muralla, teniendo está una escalera por la parte posterior que llenaba la diferencia entre los 4 metros de abajo y los 2,40 de arriba. La escalera era necesaria para subir a lo alto de la muralla, la cual estaba construida con grandes piedras en sus dos frentes y un relleno entre ambos formado de tierra y piedras pequeñas. En algunas partes había entre esas dos caras de la muralla todavía un tercer muro, para dar más solidez al conjunto. La altura de la muralla era de 10 pies, o sea 3 metros, sin contar el parapeto.
De los 2,40 metros de anchura, 0,40 pertenecían sin duda al parapeto, sirviendo los otros 2 m al paso necesario para defensa y circulación. Según nos relata Schulten, en su obra, a Apiano, cada cien pasos (30 m.) se alzaba en la muralla una torre de madera de dos pisos: el de abajo para la catapulta y el de arriba para las señales. Tenía una superficie la torre de 4 x 5 metros, lo que era suficiente para el emplazamiento de una o dos catapultas, cada una de las cuales necesitaba 2 metros de largo por 1,50 de ancho. En el piso superior, había un mástil para enarbolar la bandera roja de señales.
Según nos indica en su obra Torres Rodríguez, sobre, Paulo Orosio, su vida y obra, "...puso sitio a la ciudad, la rodeó de un foso, cuya anchura era de diez pies y una profundidad de veinte. Construyó una valla con estacas y la fortificó con varias torres próximas entre sí, de suerte que si los enemigos intentaban hacer alguna salida y acometer, ya no pelearían como sitiadores con sitiados, sino al revés, como sitiados con sitiadores". Los numantinos, en muchas ocasiones, atacaron las fuerzas que vigilaban la muralla por diferentes lugares, los encargados de combatir desde los muros saltaban hacia sus lugares en oleadas, las trompetas resonaban en cada torre de tal modo que el círculo completo presentaba para todos el aspecto más terrible a lo largo de sus cincuenta estadios de perímetro. Podemos calcular que el cerco a Numancia pudo completarse en unos diez días.

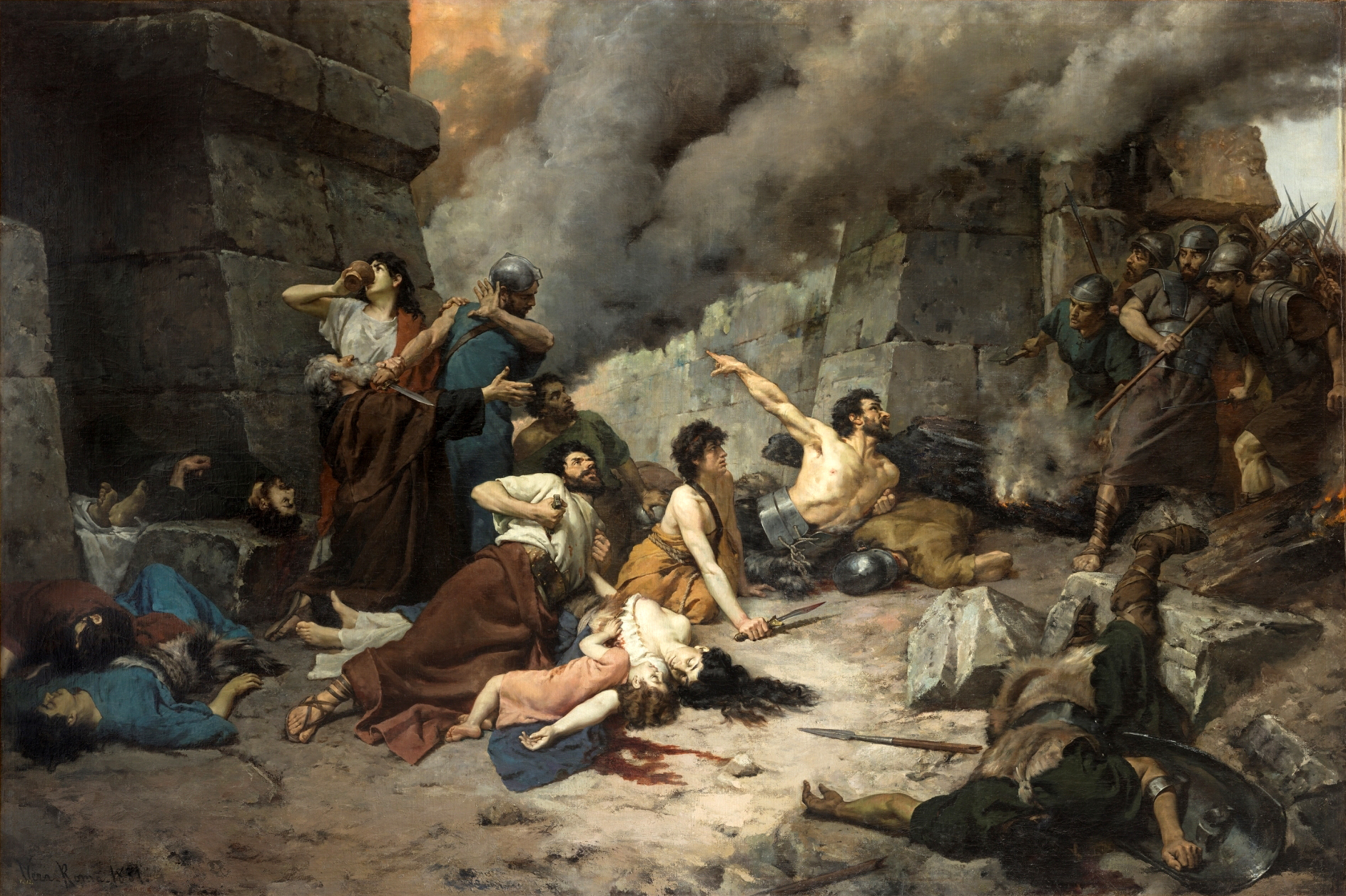
El último día de Numancia de Alejo Vera Estaca, 1881.

Sólo cuando estuvo lista la muralla de bloqueo se procedió a la construcción de los siete campamentos, pues antes que nada urgía la tarea de cercar la ciudad por muralla y fosos. La edificación de los campamentos no corría tanta prisa y antes de que se completaran, las tropas podían vivaquear, hasta que el invierno exigiera sólidas construcciones, habiendo llegado Escipión frente a Numancia en otoño. Se construyeron los siete campamentos y los dos castillos ribereños.
El cerco de Numancia se hallaba dividido en cuatro secciones por el Duero, el Tera y el Merdancho: la línea del Duero en el oeste con los campamentos Alto Real y Dehesilla, la del Merdancho al sur, con Raza y Peña Redonda, el llano oriental con Valdevorrón, Travesadas y Castillejo, y la línea del Tera. En línea recta, las secciones 1, 2, y 4 tiene aproximadamente la misma longitud, a saber: 1.600 metros la del Duero, 1.800, la del Merdancho, 1.200 la del Tera; la sección del llano oriental mide 2.400 metros. Con ello demuestra Escipión, tener gran sentido de lo topográfico.
Los numantinos, después de haber perdido a los más valientes, se retiran de la lucha y, sin deshacer las filas, vuelven a la ciudad, pero no como fugitivos. No quisieron recibir los cuerpos de los muertos para darles sepultura.
Con la última esperanza de la desesperación dispuestos a morir cerraron las puertas de la ciudad y estando todos dentro le prendieron fuego y todos, a la vez, perecieron por el hierro, el veneno y el fuego.